# Amarte siempre
Amarte siempre es una telenovela estadounidense realizada por Telemundo en colaboración con R.T.I., producida por Hugo León Ferrer y protagonizada por Gabriela Spanic,y José Ángel Llamas y la participación antagónica de Mauricio Islas y Natalia Streignard.

## Sinopsis
Se narra la historia de una mujer que es inculpada de un crimen que no cometió, es robada de toda su fortuna y le quitaron a su hija 25 años después de su regreso buscara venganza encontrara de su esposo y lo hará pagar todo lo que sufrió.

## Elenco
- Gabriela Spanic ... Ignacia Díaz Herrera "La Nacha" / Lucrecia Bravo de Montana
- José Ángel Llamas ... Gabriel Arango
- Natalia Streignard ... Altagracia Sandoval de Arango
- Mauricio Islas ... Miguel Arango

- Danilo Santos ... Pablo León "La Alimaña" / Julián Donoso
- Lupita Ferrer ... Cordelia Vda. de Arango
- Vanessa Pose ... Mariana Arango
- Alicia Plaza ... Danna Ruisseñor de Montana
- Daniel Lugo	... Eduardo Montana

- Mauricio Aspe... Nicolás Montana
- Gabriel Valenzuela ... Pedro Montana

- Paulo Quevedo ... Ramiro Venegas "El Güero"
- Karina Laverde ... Doña Margót Ferretti

- Alejandra Pinzon ... Verónica Cervantes
- Mauricio Henao ... Leonardo Vargas / Victor Ballesteros
- Mimi Morelos ... Iraida Sandoval
- Flor Nuñez ... Cecilia Vargas
- Hector Bonilla ... Eusebio Ballesteros

- Datos: Q5671903